# Eva Hermann (Gerechte unter den Völkern)
Eva Hermann (geborene Lüddecke; * 24. Mai 1900; † 31. Juli 1997 in Marburg) war eine deutsche Gerechte unter den Völkern.

## Leben
Eva Lüddecke war die Tochter des Pfarrers Ewald Lüddecke aus Badenhausen, ihre Mutter war Elisabeth Lüddecke, geborene Freystedt. 1924 heiratete sie in Berlin den Physiker Carl Hermann. Das Paar adoptierte einen Jungen und ein Mädchen. Die Eheleute waren evangelisch. Sie waren pazifistisch eingestellt und dem Quäkertum zugetan, schlossen sich der Bewegung offiziell jedoch erst nach 1933 an. Ab 1935 wohnte das Paar in Mannheim.
Eva Hermann half nach Beginn der Judenverfolgung ab 1933 dabei, Juden die Emigration zu erleichtern. Über die Deportation von Juden aus Mannheim 1940 sammelte sie Informationen und fasste sie in einem Bericht zusammen.
Das Ehepaar Hermann setzte seine persönlichen Geldmittel ein, um die ins Lager Gurs deportierten Mannheimer Juden zu unterstützen. Sie wurden davon mit Kleidung und Lebensmitteln versorgt.
Zum Bekanntenkreis der Hermanns gehörten Hilde und Fritz Rosenthal aus Berlin. Hilde Rosenthal geb. Laubhardt, eine ältere Schwester der Nonne Eva Laubhardts, war eine Schulfreundin Eva Hermanns gewesen. Eva und Carl Hermann boten ihnen im Januar 1943 Unterschlupf an, doch wurden sie im März 1943 verhaftet. Hilde Rosenthal wurde nach Theresienstadt und später (im Okt. 1944) nach Auschwitz deportiert, wo sie ums Leben kam; Fritz Rosenthal verübte nach der Verhaftung Suizid.
Das Ehepaar Hermann wurde in „Schutzhaft“ genommen. Carl Hermann wurde zu acht Jahren Haft verurteilt, durfte aber seiner Forschungsarbeit tagsüber weiter nachgehen. Eva Hermann wurde 1943 zu drei Jahren Haft verurteilt. Sie wurde 1945 von den Westalliierten befreit und war danach eine der ersten, der ein zweiwöchiger Aufenthalt im Rest Home Bad Pyrmont ermöglicht wurde. Hier verfasste sie auch ihre Schrift „Gefangen und doch frei“.
Eva Hermann widmete ihre zweite Lebenshälfte vor allem der Versöhnungsarbeit mit Israel. Gemeinsam mit ihrem Mann, der 1947 eine Professur an der Philipps-Universität übernahm, lebte sie in Marburg an der Lahn; sie blieb dort bis zu ihrem Tod 1997 friedenspolitisch engagiert. Eva Hermann und postum auch ihr Mann Carl, der 1961 gestorben war, wurden 1976  als Gerechte unter den Völkern ausgezeichnet. Der Gemeinderat der Stadt Mannheim beschloss 2014, eine Straße nach ihr zu benennen.

## Werke
- Gefangen und doch frei, The Tract Association of Friends, Pennsylvania (USA), 1948.[10]
- In dem, was ewig ist, Richard L. Cary Vorlesung, Herausgegeben von der Religiösen Gesellschaft der Freunde (Quäker) Deutsche Jahresversammlung e.V., Bad Pyrmont, 1970, 2. Auflage, Neudruck 1996, ISBN 3-929696-17-7